# Pedro Ogazón
Pedro Ogazón Rubio, (Guadalajara, Jalisco; 17 de noviembre de 1820 - Orizaba, Veracruz; 27 de febrero de 1890) fue un militar y político mexicano. Fue gobernador de Jalisco, ministro de Guerra, diputado local y diputado federal, y magistrado de la Suprema Corte de Justicia.

## Intervención estadounidense y Revolución de Ayutla
Realizó sus estudios en Guadalajara y obtuvo el título de abogado en 1846. Durante la Intervención estadounidense en México de 1847, participó en la defensa de Guadalajara, en el batallón Terán de la Guardia Nacional. 
En 1855 fue secretario general del gobierno de José Santos Degollado. Durante la Revolución de Ayutla participó con los liberales, fue ascendido al grado de coronel. Fue diputado durante el Congreso Constituyente que creó la Constitución de 1857.

## Guerra de Reforma e intervención francesa
Participó del lado liberal en la Guerra de Reforma, destacó durante la batalla de Guadalajara venciendo al general conservador Severo Castillo. A instancias del presidente Benito Juárez, Ogazón quedó como gobernador interino del estado de Jalisco en 1858, hasta la llegada de los conservadores. En 1859 Degollado lo nombró General de Brigada de la primera División de Jalisco, y en 1860 fue nombrado comandante de la División del Centro.
Al término de la Guerra de Reforma, Pedro Ogazón fue electo gobernador, puesto que ocupó hasta 1862. En el transcurso de esos dos años Pedro dejó a cargo a su primo y secretario general Ignacio Vallarta, mientras él salió a combatir en más de una ocasión a Manuel Lozada "el Tigre de Álica". Su misión se vio interrumpida durante la Segunda intervención francesa en México, por lo que firmó con Lozada los tratados de Pochotitlán. Fue defensor del puerto en la Batalla de Mazatlán de 1864 luego de haber regresado de San Francisco con armas para la defensa. Durante la intervención francesa viajó constantemente entre San Francisco y Nueva York, fungiendo como agente para conseguir apoyo financiero y armamento. A partir de mayo de 1866 regresa a México y milita bajo el general Silvestre Aranda, formando parte del Sitio de Querétaro en 1867.
Con la República restaurada, fue magistrado de la Suprema Corte de Justicia de la Nación de 1868 a 1874.

## Rebelión de Tuxtepec
En 1876 fue ascendido a general de división bajo las órdenes de Porfirio Díaz, a quien apoyó en la Revolución de Tuxtepec combatiendo la reelección de Sebastián Lerdo de Tejada. Destacó en la Batalla de Tecoac.
En premio a sus servicios, se le designó ministro de Guerra y Marina del primer Gabinete de Porfirio Díaz y de Juan N. Méndez, de noviembre de 1876 a abril de 1878. Desde ese año hasta 1883 fue de nuevo magistrado de la Suprema Corte de Justicia. Al término de su mandato se retiró a la vida privada.

## Vida personal y muerte

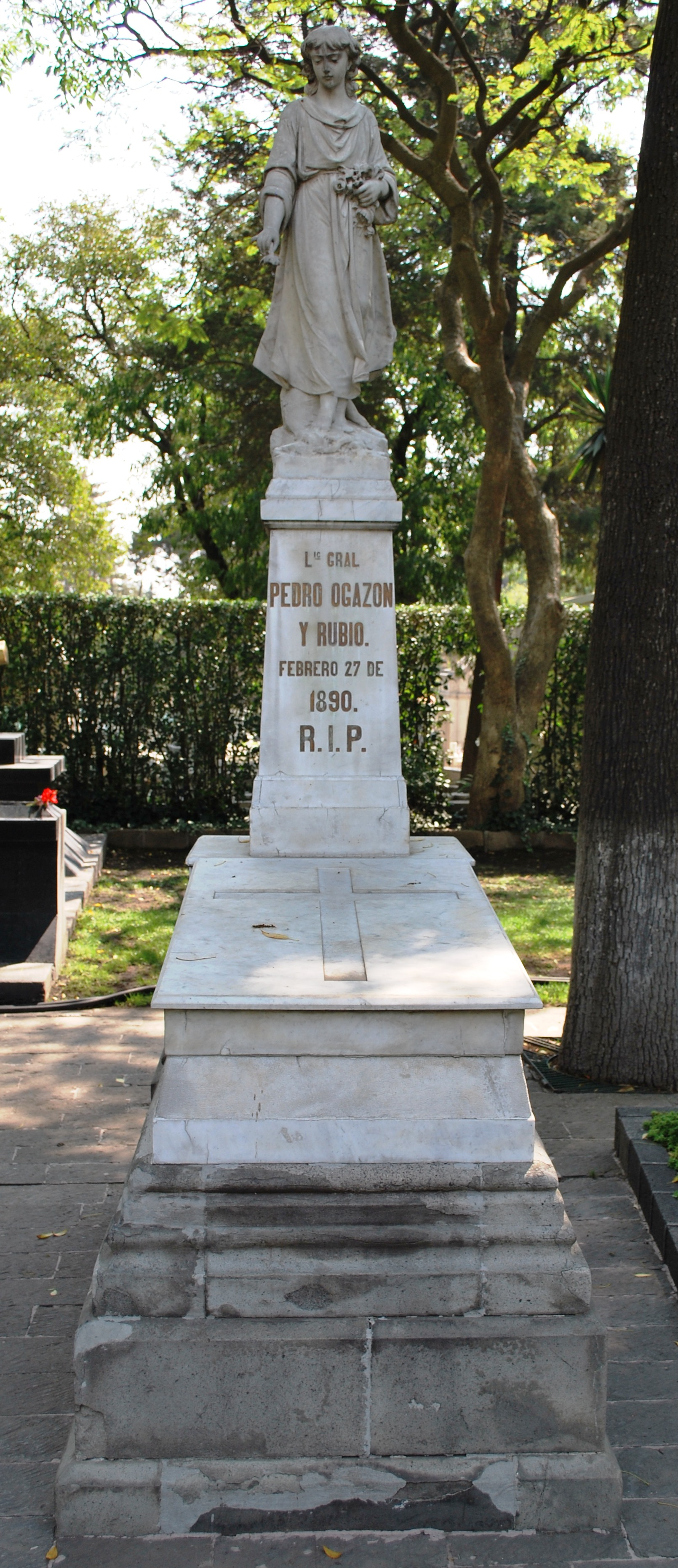
Sepulcro de Pedro Ogazón en la Rotonda de las Personas Ilustres

Una de sus tías, Juana Ogazón Velázquez, fue madre del general y gobernador de Nuevo León Bernardo Reyes; la otra, Isabel Ogazón Velázquez, fue madre del licenciado Ignacio Luis Vallarta.
Se casó en 1872 con Rosa Escobar. Tuvieron tres hijos: Tomás Pedro Antonio, el cual murió prematuramente antes de cumplir dos años, Rosa (1875-1920) y Pedro Luis (1873-1929), compositor, pedagogo y uno de los más destacados pianistas de su época, maestro de Carlos Chávez, fundador de la Orquesta Sinfónica de México.
Debido a problemas con su salud, Pedro Ogazón Rubio se retiró primero a Cuernavaca, y luego a Orizaba, donde murió el 27 de febrero de 1890; fue sepultado en la Rotonda de las Personas Ilustres, mientras que su esposa e hijos fueron enterrados en el antiguo Panteón de San Rafael de la Ciudad de México.